# Обухов, Александр Кириллович
Александр Кириллович Обухов — советский государственный и хозяйственный деятель.

## Биография
Родился в 1904 году. Член ВКП(б) с 1927 года.

### Послужной список
- 1927 - 1933 гг. — заместитель директора рыбного завода Волго-Каспийского рыбного треста;
- 1933 - 1938 гг. — председатель Калмыцкого областного Союза рыболовецких колхозных организаций;
- 1938 - 1941 гг. — председатель Правления Всесоюзного центра рыболовецких колхозных организаций (Рыбакколхозцентр), начальник Управления моторно-рыболовными станциями Наркомата рыбной промышленности СССР, начальник Главного управления рыбной промышленности Каспийского бассейна Наркомата рыбной промышленности СССР;
- 1941 - 1949 гг. — заместитель наркома /министра рыбной промышленности СССР по материально-техническому снабжению;
- 1949 - 1950 гг. — министр рыбной промышленности РСФСР;
- 1953 - 1954 гг. — заместитель министра промышленности продовольственных товаров СССР;
- 1954 - 1956 гг. — заместитель министра рыбной промышленности СССР;
- 1954 - 1956 гг. — министр рыбной промышленности РСФСР.

Избирался депутатом Верховного Совета РСФСР 4-го созыва.
Умер 20 сентября 1956 года в Москве. Похоронен на Новодевичьем кладбище, 3-й участок.

## Награды
- 02.04.1939 орден Ленина - за образцовую стахановскую работу, успешное освоение техники рыбного лова и высокие показатели по обработке рыбы
- 30.06.1954 орден Трудового Красного Знамени - в связи с пятидесятилетием со дня рождения и отмечая его заслуги в области развития рыбной промышленности;
- 23.08.1943 орден Красной Звезды (сайт Подвиг народа).